# Lacmellea pygmaea
Lacmellea pygmaea är en oleanderväxtart som beskrevs av Monachino. Lacmellea pygmaea ingår i släktet Lacmellea och familjen oleanderväxter. Utöver nominatformen finns också underarten L. p. latifolia.